# Amanita caesareoides
Amanita caesareoides là một loài nấm thuộc chi Amanita. Loài này phân bố ở Trung Quốc, Triều Tiên và Nhật Bản. Nấm này được Lyu. N. Vassilieva miêu tả khoa học lần đầu tiên năm 1950.